# Leónidas Pretelt Mendoza
Leónidas Pretelt Mendoza (Departamento de Magdalena, siglo XX - 7 de diciembre de 1997) fue un abogado y político colombiano, que se desempeñó como el último Intendente y primer Gobernador del Departamento de Chocó. También fue Intendente de San Andrés y Providencia.

## Biografía
Nacido en el Departamento de Magdalena, al norte de Colombia, era abogado de profesión. Tuvo una prominente carrera como jurista, llegando a ocupar múltiples cargos, tales como el de juez penal militar.
Miembro del Partido Conservador, llegó a ser presidente de las juventudes del partido. Comenzó su carrera política como Secretario de Hacienda y de Gobierno del Departamento de Bolívar. En 1946 se desempeñó como Jefe Suplente (Subdirector) de la Oficina Nacional de Identificación Electoral (Actual Registraduría Nacional del Estado Civil).
En octubre de 1947 fue designado por el presidente Mariano Ospina Pérez como Intendente de Chocó. Apenas unos meses después, en diciembre de 1947, la Intendencia de Chocó se elevó a la categoría de departamento; así, el 3 de enero de 1948 pasó a ser el primer gobernador del recién creado departamento.
Aunque el gobierno nacional pretendía que Petrelt continuara en el cargo para adelantar obras públicas de importancia en el departamento, la población local rechazó el hecho de que el primer gobernador del departamento fuera foráneo, razón por la cual, antes una masiva campaña de desprestigio, el gobierno lo reemplazó por Adán Arriaga Andrade en febrero de 1948.
En 1949 se desempeñó brevemente como Intendente de San Andrés y Providencia y en 1957 se desempeñó como Director del Catastro de Cundinamarca. En el Congreso Nacional se desempeñó como miembro de la Cámara de Representantes por Magdalena, secretario de la Cámara de Representantes y secretario de la Comisión IV del Senado de la República.
Falleció en diciembre de 1997.